# Dactyloceras catenigera
Dactyloceras catenigera är en fjärilsart som beskrevs av Karsch 1895. Dactyloceras catenigera ingår i släktet Dactyloceras och familjen Brahmaeidae. Inga underarter finns listade i Catalogue of Life.